# Agăș
Agăș is een Roemeense gemeente in het district Bacău.
Agăș telt 6787 inwoners.